# Поляна (Уфимський міський округ)
Поля́на (рос. Поляна, башк. Поляна) — селище у складі Башкортостану, Росія. Входить до складу Уфимського міського округу, Кіровського району міста Уфа.
Населення — 54 особи (2010, 47 у 2002).
Національний склад:
- росіяни — 96 %